# Electronic Entertainment Expo
Electronic Entertainment Expo, běžně nazývané E3, byl každoroční veletrh zaměřený na videoherní průmysl. Organizovala jej společnost Entertainment Software Association (ESA). Výrobci často předváděli nové hry právě na tomto veletrhu, kde měli možnost hráčům předvést své dílo. E3 se obvykle konalo ke konci května nebo ze začátku června v Kalifornii, ve městě Los Angeles.
V roce 2015 se veletrhu E3 v Los Angeles Convention Center zúčastnilo 52 200 návštěvníků a 300 vystavovatelů, kteří představili více než 1600 produktů.
V návaznosti na rozšíření koronaviru SARS-CoV-2 a vyhlášení stavu nouze státem Los Angeles na začátku března 2020 ESA uvedla, že situaci monitorují, avšak neplánují událost zrušit. Dne 11. března 2020 však ESA oznámila, že se událost E3 v roce 2020 neuskuteční. V roce 2021 ovšem ESA, i přes avizování v roce 2020, oznámila, že E3 2021 se stále bude odehrávat online, stále kvůli pandemii covidu-19. Následně uvedla, že v roce 2022 se již počítá s klasickou formou veletrhu.